# Isabelle Caro
Isabelle Caro (* 9. September 1980 in Aubergenville; † 18. November 2010 in Paris) (geborene Melody Caro) war ein französisches Fotomodell und Schauspielerin, die an Magersucht litt und öffentlich vor den Risiken der Krankheit warnte. Durch eine Fotokampagne, auf der sie abgemagert nackt posierte, wurde sie 2007 in vielen Ländern einer breiteren Öffentlichkeit bekannt.

## Leben
Caro war die Tochter einer Lehrerin und eines bekannten Künstlers. Nach ihrem Abitur machte sie einen Abschluss in Theaterwissenschaften. In ihrer Abschlussarbeit thematisierte sie ihr Idol Isabelle Huppert. Diesem nacheifernd färbte sie ihr Haar rotblond und ließ sich Sommersprossen im Gesicht tätowieren. Anschließend besuchte sie die Schauspielschule Cours Florent in Paris.
Nach ihren eigenen Angaben litt sie seit ihrem 13. Lebensjahr unter Magersucht und hatte nach ihrem Umzug nach Marseille im Jahr 2006 ihr niedrigstes Gewicht mit 25 kg. Sie lag deswegen vier Tage lang im Krankenhaus in einem Koma.
Bekannt wurde sie im Jahr 2007 durch eine Kampagne des Benetton-Fotografen Oliviero Toscani, die auf die Gefahren der Anorexie hinweisen und den Schlankheitswahn anprangern wollte (Text: Anorexia/No). Zu dieser Zeit – sie posierte nackt auf großen Plakaten – soll sie 32 kg bei einer Körpergröße von 1,65 m gewogen haben. 2009 wog sie 45 kg. In Frankreich wurden die Toscani-Fotografien nicht gezeigt, da sie nach Angaben der staatlichen Behörde für Werbekontrolle „drohe, die Menschenwürde zu verletzen“.
Caro bekam Modelaufträge, allerdings erst, nachdem sie mit ihrem Leiden ins Rampenlicht getreten war. Um über das Thema Magersucht zu informieren, betrieb Caro ein Weblog und veröffentlichte 2008 ihre Autobiografie.
Isabelle Caro starb am 18. November 2010 an den Folgen ihrer Magersucht nach etwa zweiwöchigem Aufenthalt in einem Krankenhaus in Paris an einer Lungenentzündung und wohl an allgemeiner Entkräftung. Kurz vor ihrem Tod soll sie weniger als 30 kg gewogen haben.
Im Januar 2011 starb Isabelle Caros Mutter durch Suizid.
Im selben Monat verklagte Isabelle Caros Vater das Krankenhaus in Paris, in dem seine Tochter starb, wegen fahrlässiger Tötung. Er begründete dies damit, dass Isabelle Caro nicht an einer Lungenentzündung gestorben sei, sondern an Vernachlässigung.
2015 kam ein Dokumentarfilm über Isabelle Caros Magersucht in die Kinos.

## Filmografie
- 2010: Adèle und das Geheimnis des Pharaos als Mumie 'Nosibis', Regie: Luc Besson[14]
- 2014: Seht mich verschwinden (Dokumentarfilm über Isabelle Caro), Regie: Kiki Allgeier, Montage: Gesa Marten